# Новоандреевское сельское поселение (Тюменская область)
Новоандреевское се́льское поселе́ние — муниципальное образование в Сладковском районе Тюменской области Российской Федерации.
Административный центр — деревня Новоандреевка.

## История
Статус и границы сельского поселения установлены Законом Тюменской области от 5 ноября 2004 года № 263 «Об установлении границ муниципальных образований Тюменской области и наделении их статусом муниципального района, городского округа и сельского поселения».

## Население
| 2010 | 2011 | 2012 | 2013 | 2014 | 2015 | 2016 |
| ---- | ---- | ---- | ---- | ---- | ---- | ---- |
| 767  | ↘763 | ↘713 | ↘706 | ↘681 | ↗690 | ↘676 |
| 2017 | 2018 | 2019 | 2020 | 2021 |      |      |
| ↘672 | ↘639 | ↘614 | ↘599 | ↗657 |      |      |

## Состав сельского поселения
| № | Населённый пункт | Тип населённого пункта          | Население |
| - | ---------------- | ------------------------------- | --------- |
| 1 | Викуловка        | деревня                         | 35        |
| 2 | Новоандреевка    | деревня, административный центр | 680       |
| 3 | Разъезд № 44     | разъезд                         | 14        |
| 4 | Свердловская     | деревня                         | 5         |
| 5 | Стрункино        | деревня                         | 33        |